# Кастино
Кастѝно (на италиански: Castino; на пиемонтски: Casto, Касто) е село и община в Северна Италия, провинция Кунео, регион Пиемонт. Разположено е на 540 m надморска височина. Населението на общината е 449 души (1 януари 2023).